# Băla
Băla (Hongaars: Bala) is een comună in het district Mureș, Transsylvanië, Roemenië. Het is opgebouwd uit twee dorpen, namelijk Băla en Ercea.

## Demografie
Het dorp Ercea (Hongaars: Nagyercse) was voorheen een Hongaarse enclave, de oude monumentale Hongaars gereformeerde kerk herinnerd hier nog aan. In 1920 had het dorp op een bevolking van 797 inwoners nog 190 Hongaarse inwoners (23,8%). Sinds de volkstelling van 2011 wonen er geen Hongaren meer in het dorp. Van de 187 inwoners waren er 134 Roemeens en 47 Roma.

## Zie ook

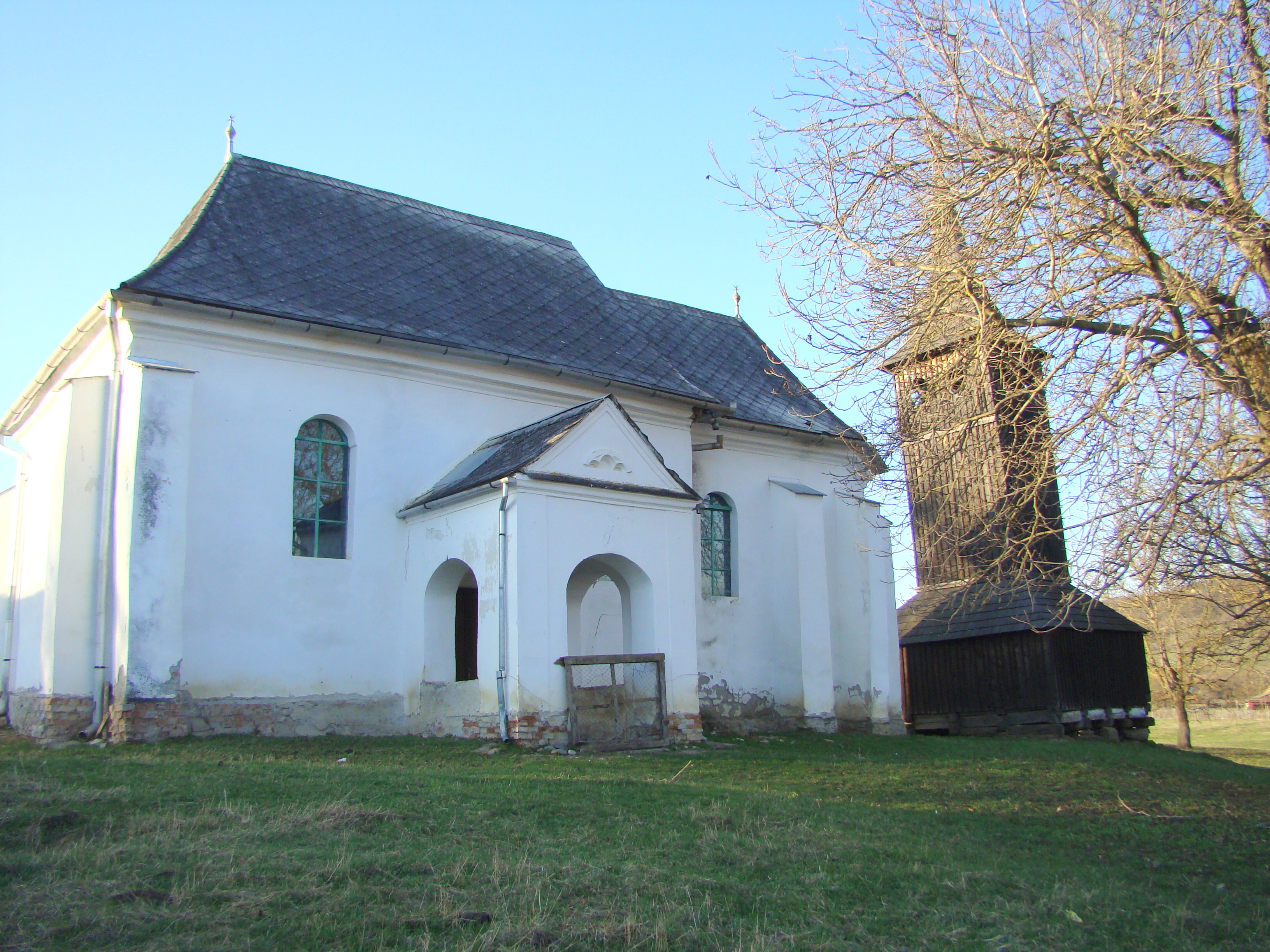
Hongaars gereformeerde kerk van Ercea (Hongaars: Nagyercse)